# NGC 6465
NGC 6465 је група звезда у сазвежђу Стрелац која се налази на NGC листи објеката дубоког неба.
Деклинација објекта је - 25° 23' 50" а ректасцензија 17h 52m 55,4s. Привидна величина (магнитуда) објекта NGC 6465 износи 14,8. NGC 6465 је још познат и под ознакама ESO 521-**2.